# 三重交通名古屋営業所
三重交通名古屋営業所（みえこうつうなごやえいぎょうしょ）は、愛知県名古屋市北区玄馬町にある三重交通の営業所。名古屋観光営業所を併設している。

## 概要
以前は50系統：名古屋桑名線や63系統：名古屋長島温泉線を担当していたが、2012年3月末をもって桑名営業所へ移管した。
2014年4月1日からは敷地内に名古屋市交通局浄心営業所楠分所（現在の名古屋市営バス楠営業所）が開設され、市バス業務を受託している。これは、従来のような営業所単位での業務委託ではなく、民間事業者のバス営業所を活用する形で営業所を開設し、業務を委託する初めての試みである。よって営業所内では市バスと三重交通バスの両方の業務を行っており、車両も両方のものが所属している。

## 現行路線
2014年4月以降直営路線はなし。名古屋市営バスからの受託路線のみ。系統は関連項目の節を参照。

## 廃止・撤退路線

### 名古屋桑名線
- 50系統
  - 名古屋（名鉄バスセンター） - 尾頭橋 - 熱田六番町 - 中野新町 - 下之一色 - かの里 - かの里富田病院前（現・かの里車庫）

もともと名古屋と桑名を国道1号経由で結んでいた路線で、桑名営業所との共同管轄（桑名担当で1便のみ桑名駅前まで運行する便がある）。現在は名古屋市内の当系統がメインとなっている。2012年3月末をもって、桑名営業所へ移管された。桑名移管後の2014年にかの里富田病院前停はかの里車庫に名称変更。

### 名古屋長島温泉線
- 63系統
  - 名古屋（名鉄バスセンター） - 尾頭橋 - 熱田六番町 - 中野新町 - 競馬場前 - 名四寛政町 - 南陽町藤前 - サンビーチ日光川

もともと名古屋と長島温泉および桑名を名四国道（国道23号）経由で結んでいた路線で、桑名営業所との共同管轄（桑名担当で1便のみ南桑名まで運行する便がある）。現在は名古屋市内の当系統がメイン。名古屋から長島温泉へは1995年頃は平日30分毎（途中折返しが間に挟まる）・休日15分毎であったが、高速経由の系統（名鉄バスと共同運行）が充実したこともあり一般道経由の運行を廃止している。2012年3月末をもって、桑名営業所へ移管された。

## 車両
愛知県内にあるため、三重交通バスではあるが所属する車両のナンバープレートには名古屋ナンバーのプレートが取り付けられている。